# Jaakko Hintikka
Jaakko Hintikka (født 12. januar 1929 i Vanda, død 12. august 2015, Porvoo) var en finsk filosof og logiker.
Han har bidraget indenfor felterne matematisk logik, filosofisk logik, matematisk filosofi, epistemologi, sprogteori og videnskabsfilosofi. I lighed med hans landsmand Georg Henrik von Wright er han plantet indenfor den anglo-dominerede analytiske tradition indenfor filosofi.
I 2005 blev han tildelt Rolf Schock-prisen for sit arbejde med logiske analyser af modale koncepter, specielt begrebene viden og tro. Han er indehaver af fem æresdoktorer.